# Болгарская национальная художественная академия
Болгарская национальная художественная академия (болг. Национална художествена академия) — национальная (государственная) академия искусств в столице Болгарии г. София. Является старейшим болгарским высшим учебным заведением по подготовке профессиональных специалистов в области изящного и декоративно-прикладного искусства.

## История
Основана в 1896 году как Государственная рисовальная школа известными художниками и общественными деятелями Иваном Мырквичкою, Антоном Митовым, Иваном Шишмановым и Борис Шац, которые создали устав для неё.
Первыми преподавателями учебного заведения были чехи Иван Мырквичка и Ярослав Вешин. Здание для школы на улице Шипка, 1 было построено в 1907 году по проекту русского архитектора Александра Смирнова.
Впоследствии, в 1909 году заведение получило название «Художественно-промышленное училище», в 1921 году — стала именоваться «Художественная академия», в 1951 — «Высший институт изобразительного искусства имени Николая Павловича», а с 1995 года — «Национальная художественная академия».

## Структура и специальности
Национальная художественная академия в Софии имеет в своем составе 2 факультета:
- Факультет изящных искусств
- Факультет прикладного искусства.

Факультет изящных искусств:
- Живопись
- Роспись стен
- Скульптура
- Графика
- Книжная иллюстрация и печатная графика
- Плакат и визуальная коммуникация
- Искусствоведение.

Факультет прикладного искусства:
- Резьба
- Керамика
- Сценография
- Художественный текстиль
- Художественная металлообработка
- Промышленный дизайн
- Дизайн интерьеров
- Художественные фарфор и стекло
- Оформление детских объектов
- Мода
- Реставрация